# Бергамский диалект ломбардского языка
Бергамский диалект восточноломбардского языка (Bergamàsch) — диалект восточноломбардского языка, употребляемый в провинции Бергамо и области вокруг Кремы в центральной части Ломбардии, Италия.
На сегодняшний день бергамский, равно как и все остальные диалекты ломбардского языка, не имеет официального статуса, единственным официальным языком в Италии является итальянский.
Все люди, говорящие на ломбардском, также говорят на итальянском.